# 井上和久
井上 和久（いのうえ かずひさ、1941年6月5日 - ）は、日本の政治家。元公明党衆議院議員（1期）。元公明党愛媛県議会議員（4期）。元公明党松山市議会議員（2期）。

## 来歴
愛媛県松山市出身。1966年、松山商科大学短期大学部中退。1978年、松山市議会議員選挙に公明党公認で立候補し初当選。1983年、再選。1986年、第38回衆議院議員総選挙に旧愛媛1区から公明党公認で立候補し初当選。愛媛県選出の公明党公認国会議員の初例となる。公明党愛媛県本部代表に就任。1990年、第39回衆議院議員総選挙で落選。1991年、愛媛県議会議員選挙松山市選挙区に公明党公認で立候補し初当選。1995年、公明から立候補して再選。1999年、公明党から立候補して3選。2003年、4選。2007年の愛媛県議選には出馬しなかった。公明党愛媛県本部代表も退任した。政界引退後も公明党・創価学会関連の活動を行っており、「日浦ふる里倶楽部」「日浦ふる里市場」代表、「愛媛県熊本地震被災者救援の会」代表などを務めている。

## 役職
- 公明党愛媛県本部代表
- 愛媛県議会会派「公明党・新政クラブ」代表